# Freno de estacionamiento

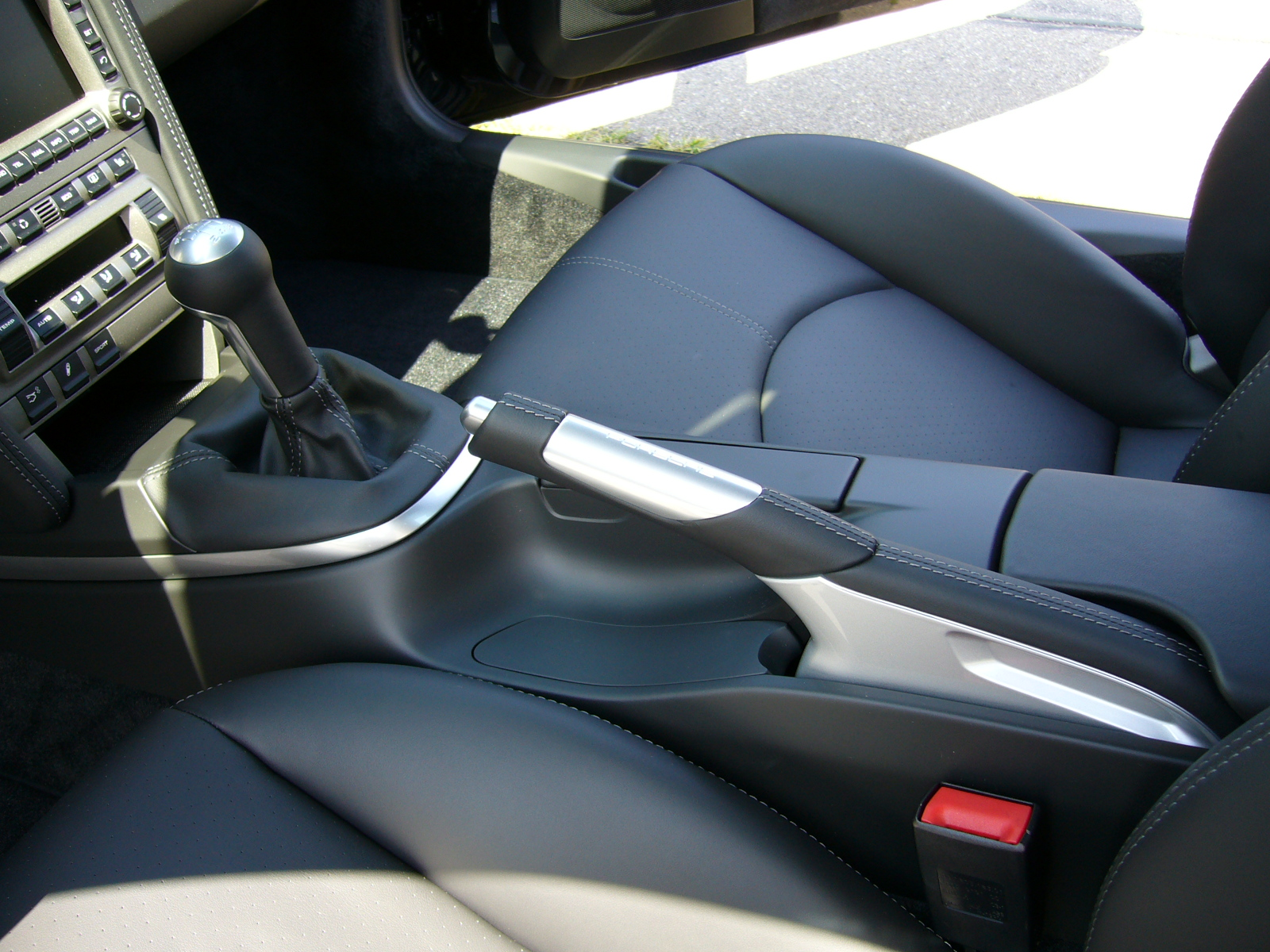
Palanca de freno de un Porsche 911

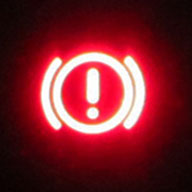
Luz de alerta de freno.

El freno de estacionamiento, freno de parqueo, comúnmente llamado freno de mano y freno de emergencia, es un freno que inmoviliza las ruedas de un vehículo o de una aeronave de forma permanente. Normalmente no se utiliza para detener el vehículo en marcha, pero puede ser utilizado de manera intermitente y suave como freno en caso de emergencia.
El freno de vehículos de pasajeros suele funcionar a través de un cable, mediante una palanca accionada con la mano o automáticamente. En la inmensa mayoría de los vehículos ligeros se acciona con la mano y mediante un cable bloquea las ruedas traseras. Sin embargo, en vehículos pesados o por tradición se acciona mediante el pie. Es el caso del Chrysler Voyager y algunos Mercedes-Benz. 
En los vehículos que compiten en las carreras de drifting o rally el freno de mano es hidráulico y no tiene un mecanismo para mantenerlo bloqueado. Este permite bloquear las ruedas con menos esfuerzo para hacer derrapar el coche en curvas cerradas.
Antiguamente algunos Citroën bloqueaban las ruedas delanteras.

## Tipos de frenos

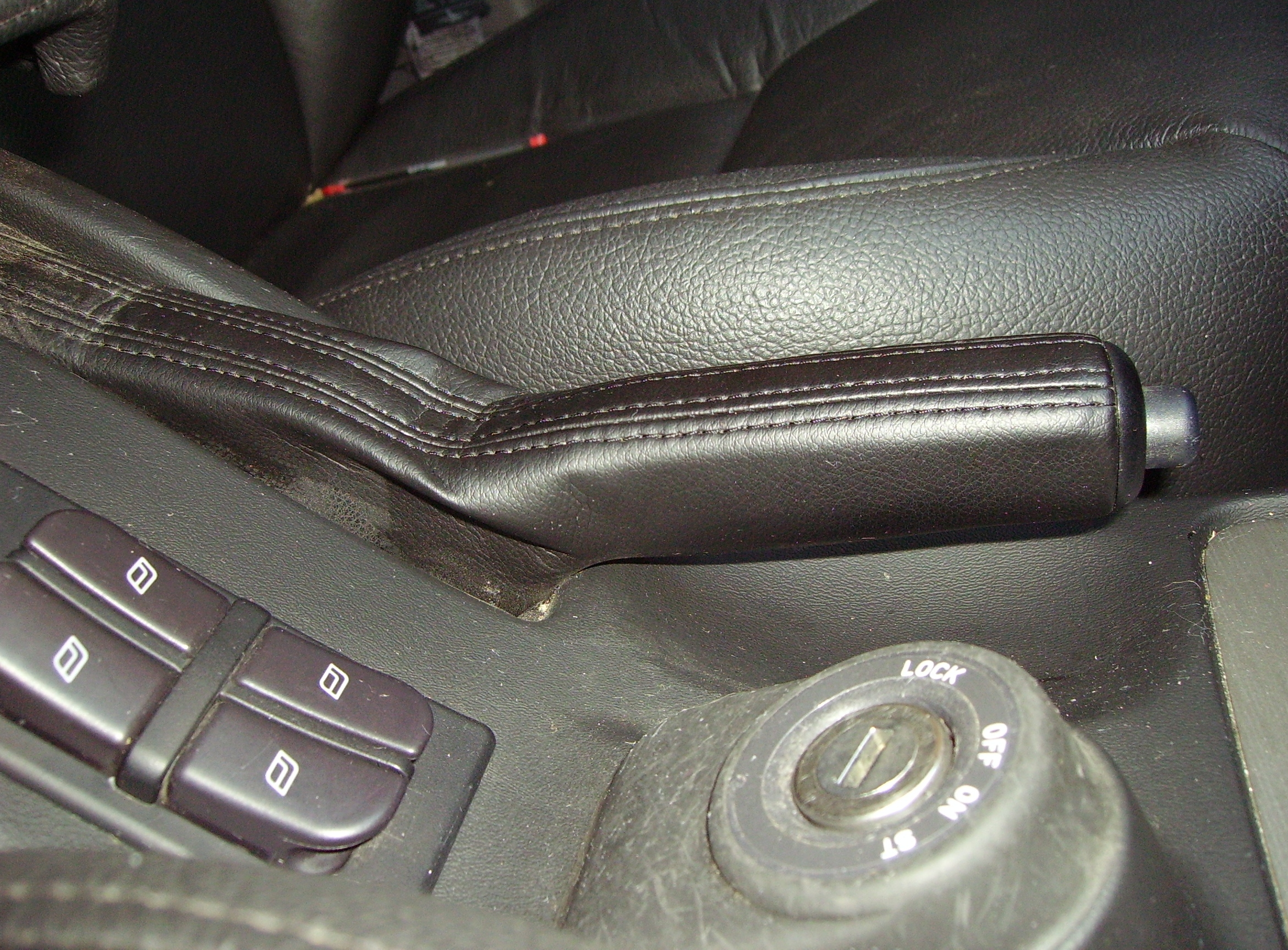
Palanca de freno de mano de un Saab 9-5.

Símbolo ISO usado para indicar que el freno de mano está accionado.

En vehículos con freno de tambor en las ruedas traseras, el cable del freno de estacionamiento acciona los tambores mecánicamente con menos fuerza que la ejercida a través de un sistema hidráulico.
En automóviles con frenos de disco en las ruedas traseras, el freno de estacionamiento puede accionar los discos (nuevamente, con menos fuerza) o también acciona un pequeño freno de tambor alojado dentro del cubo. La circunferencia interior del disco es a menudo usada en vez de un tambor aparte.

Una serie de vehículos, ligeros y camiones de servicio mediano, y casas de motor se han fabricado con un freno de tambor independiente en el eje de transmisión de salida llamado freno de estacionamiento de la transmisión. Tiene la ventaja de ser completamente independiente de otros sistemas de frenado. Es efectivo mientras el conjunto de transmisión esté intacto —árbol de transmisión, diferencial y ejes. En muchos vehículos, este tipo de freno de estacionamiento es operado por un pedal o un cilindro hidráulico controlado por el selector de transmisión, o por ambos.

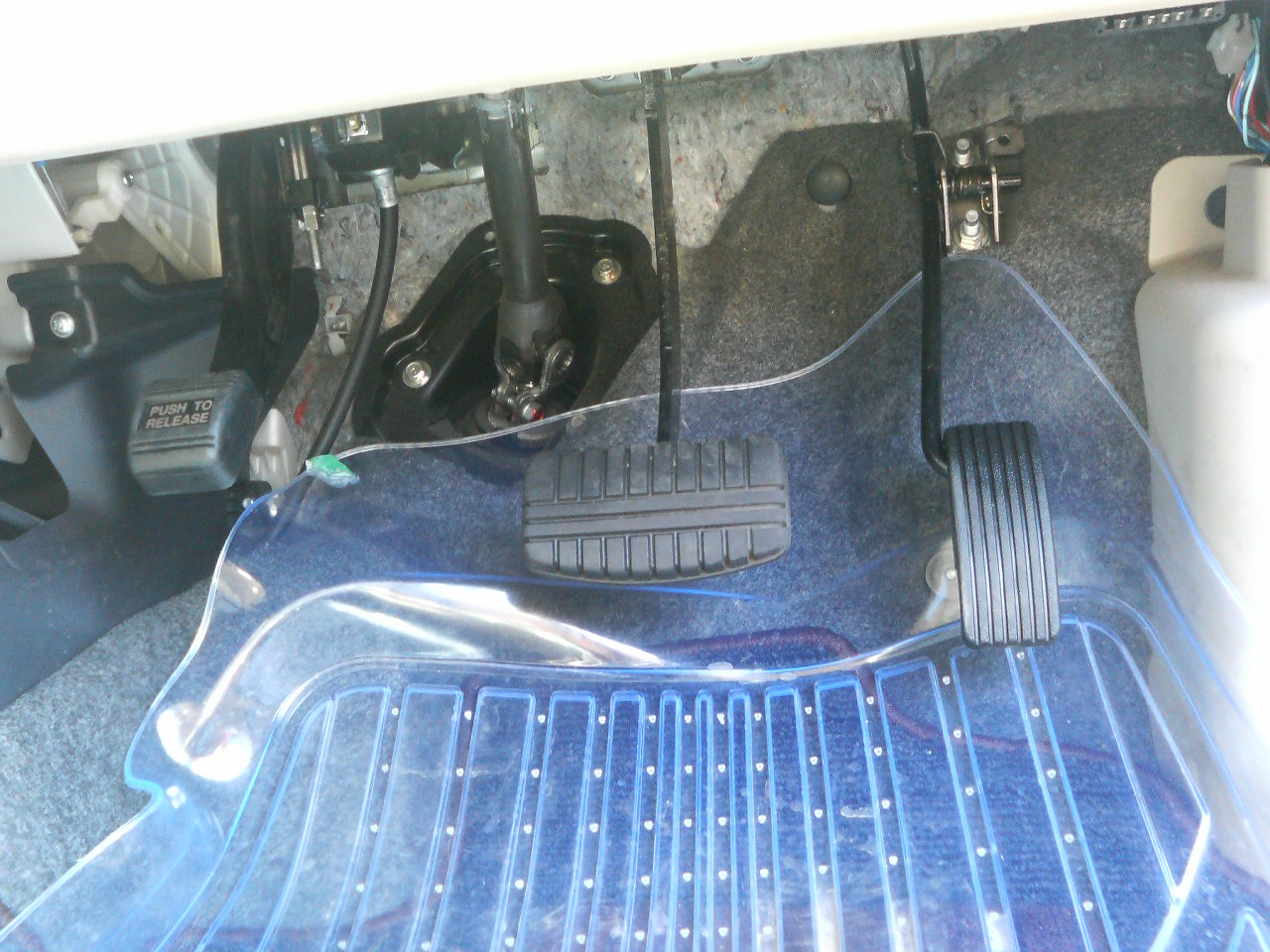
Pedal de freno de estacionamiento

Hudson utilizó un inusual sistema híbrido de freno mecánico-hidráulico el cual operaba los frenos traseros de otra manera. Un sistema de freno de emergencia mecánico operaba cuando una falla en el sistema hidráulico permitía a los pedales ir más allá de su límite normal.

### Vehículos grandes
Los vehículos grandes suelen estar equipados con frenos de mano asistidos u operados por electricidad. Los frenos de mano asistidos eléctricos se encuentran generalmente en furgonetas grandes así como algunos vehículos pesados más viejos. Estos funcionan de la misma manera que un freno de mano convencional, pero tirando de la palanca se activa una válvula que permite que la presión del aire, hidráulica o vacío de un cilindro aplique fuerza a las zapatas de freno y haga la aplicación del freno de mano más fácil. Al soltar el freno de mano, el mismo mecanismo también proporciona asistencia al conductor al desenganchar el trinquete. 
Especialmente en vehículos comerciales con frenos operados por aire, esto tiene el beneficio adicional de hacer mucho más difícil o incluso imposible liberar el freno de estacionamiento cuando no hay suficiente presión de aire para operar los frenos. Normalmente se proporciona un depósito o acumulador, de modo que se dispone de una cantidad limitada de asistencia de potencia con el motor apagado. 
Los frenos de mano accionados por energía eléctrica están instalados en vehículos comerciales pesados con frenos de aire, como camiones y autobuses. Estos suelen ser de aplicación de resorte, con la presión del aire que se utiliza para mantener el freno fuera y potentes resortes sosteniendo los frenos. En la mayoría de los casos, una pequeña palanca en la cabina está conectada a una válvula que puede admitir aire a los cilindros del freno de estacionamiento para liberar el freno de estacionamiento, o liberar el aire para aplicar el freno. En algunos vehículos modernos la válvula funciona eléctricamente desde una palanca o botón en la cabina. El sistema es relativamente seguro ya que si se pierde la presión de aire los resortes aplicarán los frenos. Además, el sistema evita que el freno de estacionamiento se suelte si hay presión de aire insuficiente para aplicar el freno de pie. 
Una desventaja de este sistema es que si un vehículo requiere remolque y no puede proporcionar su propio suministro de aire, debe proporcionarse una alimentación externa para permitir que se libere el freno de estacionamiento o se deben enrollar manualmente las zapatas de freno contra los resortes.

## Freno de estacionamiento electrónico (EPB) o (FPA)

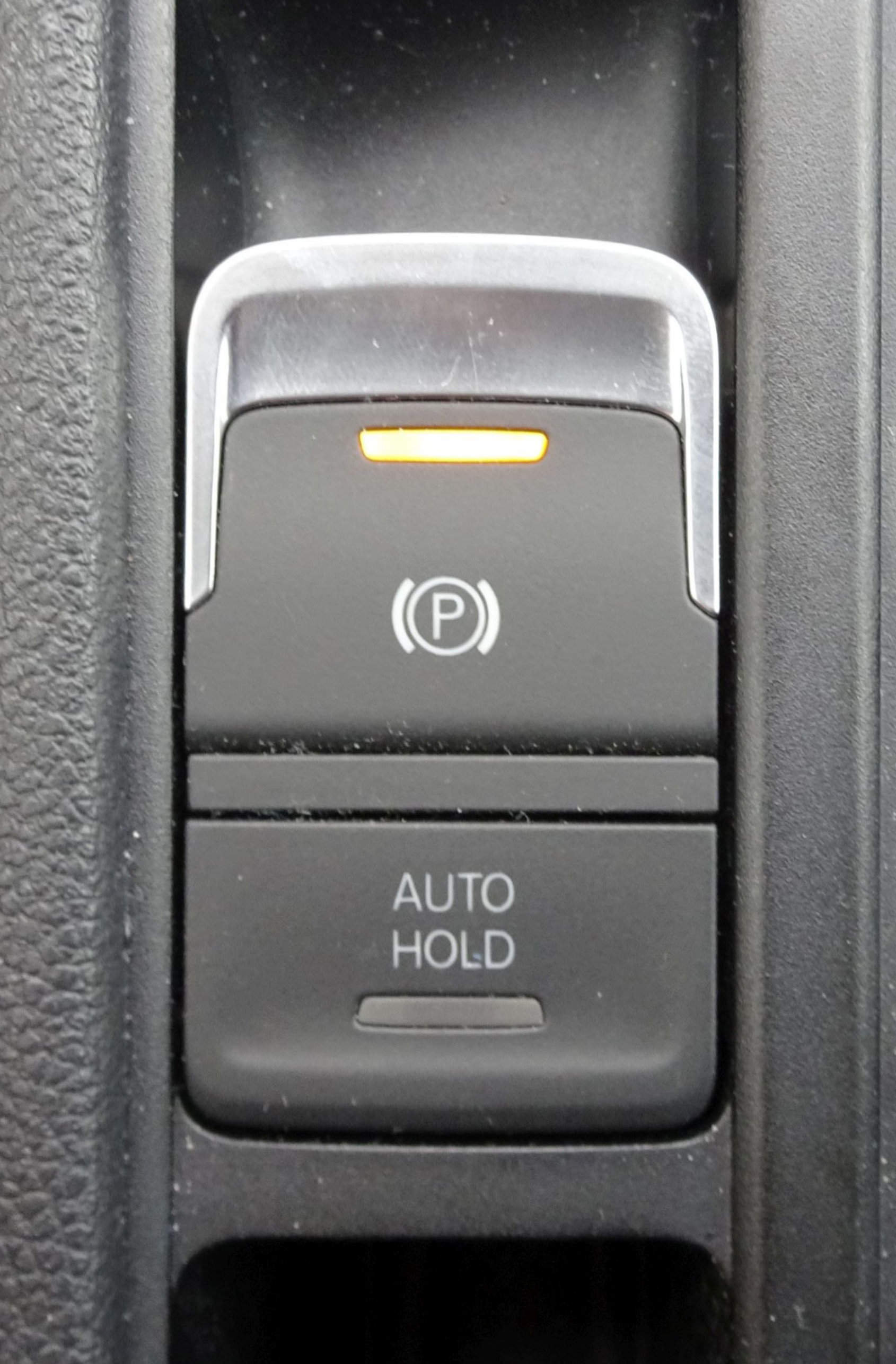
Freno de estacionamiento electrónico.

Sustituyó el tradicional freno de mano. El freno de mano electrónico (EPB) se activa mediante un interruptor eléctrico y sin vínculo mecánico con los frenos. Puede funcionar de modo manual o automático. Se comercializó por primera vez en automóviles en 2001, montado de serie sobre el Lancia Thesis.
Según el modelo o el software que contenga, las funciones del freno de mano automático pueden ser:
- Desactivación automática al iniciar la marcha.
- Arranque en cuesta automático.
- Activación al quitar el contacto o desabrochar el cinturón del piloto.
- Freno de emergencia. Se ayuda del sistema electrónico ABS para que no se bloquee y cree una situación de peligro. Frenando de la forma más efectiva posible y dejando las manos totalmente libres para manejar el vehículo.

En caso de descargarse la batería el freno no se puede desbloquear normalmente y es necesario acceder a alguna palanca debajo del asiento, en la zona del maletero, bajo el coche o algún otro mecanismo. En otro caso se deberán utilizar pinzas para arrancar el motor.
En las carretillas mecánicas es un accesorio muy útil debido a que se abandona frecuentemente el vehículo para hacer otras tareas.